# Teo Fabi
Teodorico Fabi, född 9 mars 1955 i Milano, är en italiensk racerförare. Teo är bror till racerföraren Corrado Fabi.

## Racingkarriär
Fabi debuterade i formel 1 för Toleman i Sydafrika 1982. 
Säsongen 1983 tävlade han i CART och blev då tvåa i mästerskapet bakom Al Unser. 
Fabi blev försteförare i formel 1-stallet Benetton då det debuterade säsongen 1986. Hans bästa säsong var 1987, hans sista, då han körde ihop tolv poäng och slutade på nionde plats i förarmästerskapet

## F1-karriär
| Säsong | Stall/Tillverkare | Poäng | Placering |
| ------ | ----------------- | ----- | --------- |
| 1982   | Toleman-Hart      | 0     | –         |
| 1984   | Brabham-BMW       | 9     | 12        |
| 1985   | Toleman-Hart      | 0     | –         |
| 1986   | Benetton-BMW      | 2     | 15        |
| 1987   | Benetton-Ford     | 12    | 9         |

| 1. USA East 1984 2. Österrike 1987 | 1. Tyskland 1985 2. Österrike 1986 3. Italien 1986 | 1. Italien 1986 2. San Marino 1987 |